# Poljčane
Poljčane est une commune située dans la région historique de la Basse-Styrie au nord-est de la Slovénie. La commune est créée en 2006 à partir d’une partie du territoire de la commune voisine de Slovenska Bistrica.

## Géographie
La commune est localisée au nord-est de la Slovénie dans la région de la Basse-Styrie. Elle est localisée dans la partie septentrionale des Alpes dinariques et est traversée par la rivière Dravinja. À proximité se trouve le mont Boč.

### Villages
Les localités qui composent la commune sont Brezje pri Poljčanah, Čadramska vas, Globoko ob Dravinji, Hrastovec pod Bočem, Krasna, Križeča vas, Ljubično, Lovnik, Lušečka vas, Modraže, Novake, Podboč, Poljčane, Spodnja Brežnica, Spodnje Poljčane, Stanovsko, Studenice et Zgornje Poljčane.

## Démographie
Jusque 2006, la population de la commune était reprise dans les statistiques de la commune de Slovenska Bistrica. Depuis le recensement de 2007, la population de la commune est supérieure à 4 000 habitants,.
Évolution démographique
| 2007  | 2008  | 2009  | 2010  | 2011  | 2012  | 2013  | 2014  | 2015  |
| ----- | ----- | ----- | ----- | ----- | ----- | ----- | ----- | ----- |
| 4 327 | 4 281 | 4 525 | 4 572 | 4 567 | 4 577 | 4 556 | 4 469 | 4 453 |
| 2016  | 2017  | 2018  | 2019  | 2020  | 2021  |       |       |       |
| 4 421 | 4 432 | 4 360 | 4 431 | 4 449 | 4 467 |       |       |       |